# Walled Lake
Walled Lake, è un comune degli Stati Uniti d'America, situato nello Stato del Michigan, nella contea di Oakland.